# Lechón
Lechón là một đô thị ở tỉnh Zaragoza, Aragon, Tây Ban Nha. Theo điều tra dân số 2010 của Viện thống kê Tây Ban Nha (INE), đô thị này có dân số là 57 người. Diện tích đô thị này là 17,46 ki-lô-mét vuông. Đô thị này nằm ở độ cao 985 m trên mực nước biển.